# Grândola, Vila Morena
Grândola, Vila Morena är en portugisisk sång av Zeca Afonso, som berättar om syskonkänslan hos befolkningen i Grândola, en stad i Alentejoregionen i Portugal.

## Nejlikerevolutionen
Salazars Estado novo-regim förbjöd offentligt framförande av många av Zeca Afonsos sånger med hänvisning till att de kunde associeras med kommunism. Dock tycks censuren ha missat denna. Vid en konsert i Lissabon den 29 mars 1974 framförde Zeca Afonso sången och publiken stämde samfällt och entusiastiskt in. Bland publiken fanns många av de militärer som planerade att störta Caetanos auktoritära regim. Av denna anledning sändes sången den 24 april kl 00:20 på Rádio Renascença som en signal för igångsättandet av revolutionen. Därefter förknippades den allmänt med Nejlikerevolutionen och införandet av demokrati i Portugal.

## Aktualiserande av sången i nutid
Den 15 februari 2013 avbröts premiärminister Pedro Passos Coelho av sången från åhörarläktaren i parlamentet som en protest mot åtstramningspolitiken .
Sången framförs allt oftare vid protester mot den åtstramningspolitik som anbefalls av Trojkan på många håll, bland annat i grannlandet Spanien